# Igbaras
Igbaras (Filipino: Bayan ng Igbaras, Hiligaynon: Sangguniang Bayan Igbaras) ist eine Großraumgemeinde in der Provinz Iloilo auf der Insel Panay auf den Philippinen. Sie hat 32.004 Einwohner (Zensus 1. August 2015), die in 46 Barangays leben. Sie gehört zur ersten Einkommensklasse der Gemeinden auf den Philippinen und wird als teilweise urban beschrieben.
Igbaras liegt im Inland der Insel Panay, die Hauptstadt der Provinz, Iloilo City, liegt ca. 33 km östlich der Gemeinde und ist von dort mit dem Bus oder Jeepney zu erreichen. Die Nachbargemeinden sind Sibalom im Westen, Miagao im Südwesten, Tubungan im Nordosten und Guimbal im Süden. Die Topographie der Gemeinde wird bestimmt von einer sanfthügeligen Landschaft, die im Norden in die Central-Panay-Berge übergeht. 

## Barangays
| - Alameda - Amorogtong - Anilawan - Bagacay - Bagacayan - Bagay - Balibagan - Barangay 1 Poblacion - Barangay 2 Poblacion - Barangay 3 Poblacion - Barangay 4 Poblacion - Barangay 5 Poblacion - Barangay 6 Poblacion - Barasan - Binanua-an - Boclod - Buenavista - Buga | - Bugnay - Calampitao - Cale - Corucuan - Catiringan - Igcabugao - Igpigus - Igtalongon - Indaluyon - Jovellar - Kinagdan - Lab-on - Lacay Dol-Dol - Lumangan - Lutungan - Mantangon | - Mulangan - Pasong - Passi - Pinaopawan - Riro-an - San Ambrosio - Santa Barbara - Signe - Tabiac - Talayatay - Taytay - Tigbanaba |

## Persönlichkeiten
- Jesus Melliza (* 1992), Fußballspieler